# Тарсуков, Иосиф Гаврилович
Иосиф Гаврилович Тарсуков (1903—1945) — участник Великой Отечественной войны, командир орудия 244-го артиллерийского полка (58-я стрелковая дивизия, 3-я гвардейская армия, 1-й Украинский фронт). Герой Советского Союза, младший сержант.

## Биография
Работал в вагонном депо на железнодорожной станции в Куйбышеве. В Красной Армии с января 1942 года.
В действующей армии с апреля 1942 года.
Младший сержант Тарсуков отличился в боях 5—6 марта 1945 года за важную в тактическом отношении высоту у города Губен (ныне Губин, Польша). Погиб в этих боях.
Похоронен на месте боёв.

## Награды
Звание Героя Советского Союза присвоено 27 июня 1945 года посмертно. Награждён орденом Ленина, медалью.